# 七塔寺
29°52′04.94″N 121°33′48.89″E / 29.8680389°N 121.5635806°E
七塔寺全称七塔报恩禅寺，是浙江省宁波市一座禅宗佛寺，位于鄞州区百丈路，始建于唐大中十二年（858年），是宁波城区唯一保存完整的大规模佛寺。1983年被列入中国大陆汉族地区的重点寺院，2011年1月7日被列入浙江省文物保护单位。
目前七塔寺的住持是可祥法师。

## 历史
七塔寺由心镜藏奂禅师于唐大中十二年（858年）开山，寺名原名东津禅院，后更名为栖心寺，目前寺内尚存心镜藏奂禅师舍利塔。此后寺院几经兴废，其间历史多已不详。至明代初年，为防倭寇，迁海到居民入内地，普陀山宝陀寺观音像也被迁入七塔寺内供奉，因而寺名改为“补陀寺”。明末清初，寺前立七座佛塔，代表禅宗起源，因而得名七塔禅寺。清末，慈运上人任七塔寺住持，传布临济宗，形成“七塔寺法派”。1980年寺院修复开放。
2017年4月23日，七塔禅寺内新建成的栖心图书馆正式对外开放。栖心图书馆的藏书质量优良，种类丰富，是浙东地方文献收藏中心、浙东佛教文献收藏中心，也是宁波地区佛教文献最为丰富的图书馆。